# Сомалијски мунгос
Сомалијски мунгос (лат. Herpestes ochraceus) или мали сиви мунгос је врста сисара из реда звери и породице мунгоси (Herpestidae), који настањује Рог Африке.
Први га је описао британски природњак Џон Едвард Греј 1848. године на основу мужјака браонкасто жутог мунгоса ухваћеног у Сомалији.

## Опис
Врста је слична Црнорепом мунгосу за којег се раније сматрало да је подврста. Попут црнорепог мунгоса, и овај мунгос је релативно танак и мали. Дужина репа, која је око 25-29 центиметара код мужјака, чини добрих 85-90% дужине главе и трупа. Висина у гребену: између 10 и 12 центиметара. Тежина: 400 до 900 грама за мужјака, 350 до 500 грама за женке  Тежина је приближно иста као и код црнорепог мунгоса. Боја крзна је прилично варијабилна, у распону од тамно браон до бледо сиве. За разлику од црнорепог мунгоса, врх репа није црн. Глава је релативно кратка и широка у поређењу са црнорепим мунгосом.
Зубна формула:
{\displaystyle {I3\cdot C1\cdot P4\cdot M2 \over I3\cdot C1\cdot P3\cdot M2}}

## Распрострањеност и станиште
Сомалијски мунгос је ендем Афричког рога, где углавном насељава сува подручја Сомалије и Етиопије и североисточни део Кеније. Настањује подручја са приближно 600 метара надморске висине.

## Начин живота
Врста је до сада мало истражена. Што се тиче навика, сомалијски мунгоси ће вероватно у великој мери одговарати црнорепом мунгосу. Претпоставља се да је примарно активан током дана.

## Угроженост
IUCN класификује сомалијског мунгоса као најмање угрожену врсту на Црвеној листи угрожених врста. Сомалијски мунгос је распрострањен широм Афричког рога и вероватно ће бити прилично чест на неким местима. Не постоје познате озбиљне претње даљем постојању ове врсте.